# Anaglyptus luteofasciatus
Anaglyptus luteofasciatus е вид бръмбар от семейство Сечковци (Cerambycidae). Видът е застрашен от изчезване.

## Разпространение и местообитание
Разпространен е в Гърция.
Обитава гористи местности и храсталаци.